# Jodid měďný
Jodid měďný je bílá, anorganická sloučenina se vzorcem CuI. Tato látka je velice málo rozpustná ve vodě. Vyskytuje se ve třech modifikacích, nejčastější je však ta, kde je v krychlové soustavě.

## Výroba
Průmyslově se vyrábí reakcí elementárního jódu s mědí, dle rovnice:
| 2Cu + I2 —t→ 2CuI | \| \| \| \| \| \| \| \| |  |
|                   |                         |  |
|                   |                         |  |

Je možno tuto látku vyrábět reakcí měďnatých solí, jako je oxidu měďného s kyselinou jodovodíkovou:
| Cu2O + 2HI → 2CuI + H2O | \| \| \| \| \| \| \| \| |  |
|                         |                         |  |
|                         |                         |  |

Tuto látku je možno v laboratoři vytvořit reakcí síranu měďnatého a jodidu draselného, vedlejším produktem je jod. Reakce se provádí smícháním horkých vodných roztoků, meziproduktem je jodid měďnatý. Reakce probíhá dle rovnice:
| 2CuSO4 + 4KI → I2 + 2CuI + 2K2SO4 | \| \| \| \| \| \| \| \| |  |
|                                   |                         |  |
|                                   |                         |  |

## Reakce
Při reakci s rtutí vzniká hnědo-černý komplex, tetrajodoměďnatan rtuťný:
| 2Hg + CuI → Hg2[CuI4] | \| \| \| \| \| \| \| \| |  |
|                       |                         |  |
|                       |                         |  |

Se silnými kyselinami tvoří jodovodík a měďnaté soli dané kyseliny. Takto reaguje např. s kyselinou chlorovodíkovou:
| CuI + HCl → CuCl + HI | \| \| \| \| \| \| \| \| |  |
|                       |                         |  |
|                       |                         |  |

## Využití
- Tato látka se používá na detekci elementární rtuti.
- Dále se tato látka používá při organických syntézách.
- Obdobně jako jodid stříbrný je tuto látku možno používat na vyvolávání deště. Tato látka totiž zvyšuje schopnost vzdušné vlhkosti tvořit kapky, popřípadě krystalky.
- Používá se jako katalyzátor při průmyslové výrobě nylonu.